# Winx Klub
Winx Klub je italijanska animirana televizijska serija v koprodukciji Rainbow in kasneje Nickelodeona. Ustvaril in režiral ga je italijanski animator Iginio Straffi. Premiera je bila 28. januarja 2004 in je postala uspešna v Italiji in v tujini.

## Opis
Serija spremlja dogodivščine skupine šestih deklet, znanih kot Winx, študentk na kolidžu Alfea. Ekipo sestavljajo Bloom, Stella, Musa, Tecna in Flora. V drugi sezoni je Layla (znana tudi kot Aisha) postala šesta članica skupine. Najpogostejši nasprotniki Winx so trojica čarovnic po imenu Trix: Icy, Darcy in Stormy.